# Xã Embarrass, Quận Edgar, Illinois
Xã Embarrass (tiếng Anh: Embarrass Township) là một xã thuộc quận Edgar, tiểu bang Illinois, Hoa Kỳ. Năm 2010, dân số của xã này là 620 người.